# Hans-Joachim Weise
Rudolf Hans-Joachim Weise (15 de noviembre de 1912-24 de febrero de 1991) fue un deportista alemán que compitió en vela en la clase Star.
Participó en los Juegos Olímpicos de Berlín 1936, obteniendo una medalla de oro en la clase Star. Ganó dos medallas en el Campeonato Mundial de Star, plata en 1937 y oro en 1938, y dos medallas de oro en el Campeonato Europeo de Star, en los años 1936 y 1937.

## Palmarés internacional
| Juegos Olímpicos   | Juegos Olímpicos                   | Juegos Olímpicos | Juegos Olímpicos |
| Año                | Lugar                              | Medalla          | Clase            |
| ------------------ | ---------------------------------- | ---------------- | ---------------- |
| 1936               | Berlín (Alemania)                  | Medalla de oro   | Star             |
| Campeonato Mundial |                                    |                  |                  |
| Año                | Lugar                              | Medalla          | Clase            |
| 1937               | Long Island Sound (Estados Unidos) | Medalla de plata | Star             |
| 1938               | San Diego (Estados Unidos)         | Medalla de oro   | Star             |
| Campeonato Europeo |                                    |                  |                  |
| Año                | Lugar                              | Medalla          | Clase            |
| 1936               | Kiel (Alemania)                    | Medalla de oro   | Star             |
| 1937               | ND                                 | Medalla de oro   | Star             |